# Езель (серіал, 2009)
Езель  (тур. Ezel) — турецький телесеріал у жанрі драми, бойовика та створений компанією Ay Yapım. В головних ролях — Кенан Імірзалиоглу, Джансу Дере, Йигит Озшенер, Бариш Фалай, Тунджелі Куртіз, Халук Більгінер.
Перша серія вийшла в ефір 28 вересня 2009 року.
Серіал має 2 сезони. Завершився 71-м епізодом, який вийшов у ефір 20 червня 2011 року.
Режисер серіалу — Улуч Байрактар.
Сценарист серіалу — Керем Дерен, Пінар Булут.
Серіал створений за мотивами роману Александра Дюма «Граф Монте-Крісто».

## Сюжет
Омер вважав, що його життя вдалося. Його плани були сповнені приємних перспектив. Після повернення з армії він збирався одружитися з коханою дівчиною. Але раптом він виявився засудженим за вбивство, якого не вчиняв. Його підставили найближчі люди: кохана Ейшан, старший брат Алі і найкращий друг Дженгіз. У в'язниці помер Омер, але народилася людина на ім'я Езель. У ньому все змінилося: зовнішність, ім'я. І він готовий помситится тим, хто покалічив його життя, розбив серце і забрав мрію про щасливе майбутнє.

## Актори та ролі
| Актор              | Роль            |
| ------------------ | --------------- |
| Кенан Імірзалиоглу | Езель Байрактар |
| Джансу Дере        | Ейшан Тезджан   |
| Йигит Озшенер      | Дженгіз Атай    |
| Бариш Фалай        | Алі Киргиз      |
| Бурчин Терзіоглу   | Азад Караєскі   |
| Тунджелі Куртіз    | Раміз Караєскі  |
| Нурхан Озенен      | Сельма Хюнель   |
| Халук Більгінер    | Кенан Угурлу    |
| Сарп Аккая         | Тевфік Заїм     |
| Баде Ішчіл         | Себнем Сертуна  |
| Седеф Авчі         | Бахар Тезджан   |
| Саліх Кальон       | Сердар Тезджан  |
| Беррак Тюзюнатач   | Баде Уйсал      |
| Риза Коджаоглу     | Теммуз          |
| Киванч Татлитуг    | Секіз           |

## Сезони
| Сезон | Епізоди | Епізоди | Оригінальний показ | Оригінальний показ | Оригінальний показ |
| Сезон | Епізоди | Епізоди | Перший показ       | Останній показ     | Мережа             |
| ----- | ------- | ------- | ------------------ | ------------------ | ------------------ |
| 1     | 33      | 33      | 28 вересня 2009    | 21 червня 2010     | Show TV, atv       |
| 2     | 38      | 38      | 13 вересня 2010    | 20 червня 2011     | atv                |

## Нагороди та премії
| Рік  | Премія                                             | Категорія                    | Номінант           | Результат |
| ---- | -------------------------------------------------- | ---------------------------- | ------------------ | --------- |
| 2010 | 37. Премія «Золотий метелик»                       | Найкращий серіал             | Езель              | Перемога  |
| 2010 | 37. Премія «Золотий метелик»                       | Найкращий актор              | Кенан Імірзалиоглу | Перемога  |
| 2010 | Галатасарайський університет                       | Найкращий серіал             | Езель              | Перемога  |
| 2010 | Галатасарайський університет                       | Найкращий актор              | Кенан Імірзалиоглу | Перемога  |
| 2010 | Університет Бахчешехір                             | Найкращий серіал             | Езель              | Перемога  |
| 2010 | Технічний університет Йилдиз                       | Найкращий серіал             | Езель              | Перемога  |
| 2010 | Стамбульський технічний університет                | Найкращий серіал             | Езель              | Перемога  |
| 2010 | Народна асоціація Kabataş                          | Найкращий серіал             | Езель              | Перемога  |
| 2010 | Приватна професійна середня школа комунікацій Burç | Найкращий серіал             | Езель              | Перемога  |
| 2010 | C21/FRAPA Format Awards                            | Найкращий сценарій           | Езель              | Перемога  |
| 2012 | Сеульська міжнародна драматична премія             | Найкращий драматичний серіал | Езель              | Перемога  |
| 2012 | Сеульська міжнародна драматична премія             | Найкращий актор              | Кенан Імірзалиоглу | Номінація |

## Інші версії
Вірменія — у 2012 році вірменський канал Shant TV зняв адаптацію «Անlangelanges» (Чужий). Серіал завершився 257 епізодом у 2013 році.
 Росія — у 2014 року на російському каналі «Россия 1» відбулася прем’єра нової екранізації «Узнай меня, если сможешь» (Дізнайся мене, якщо зможеш). В головних ролях — Стебунов Іван Сергійович, Лоза Євгенія Федорівна.
 Мексика — у 2016 року відбулася прем'єра серіалу «Yago» (Яго). В головних ролях — Іван Санчес, Габріела де ла Гарса.
 Румунія — у 2018 року було оголошено, що румунський канал Pro TV придбав права на створення нової екранізації. Наприкінці лютого 2019 року відбулася прем’єра під назвою «Vlad» (Влад).